# John Lewis (nhà lãnh đạo dân quyền)

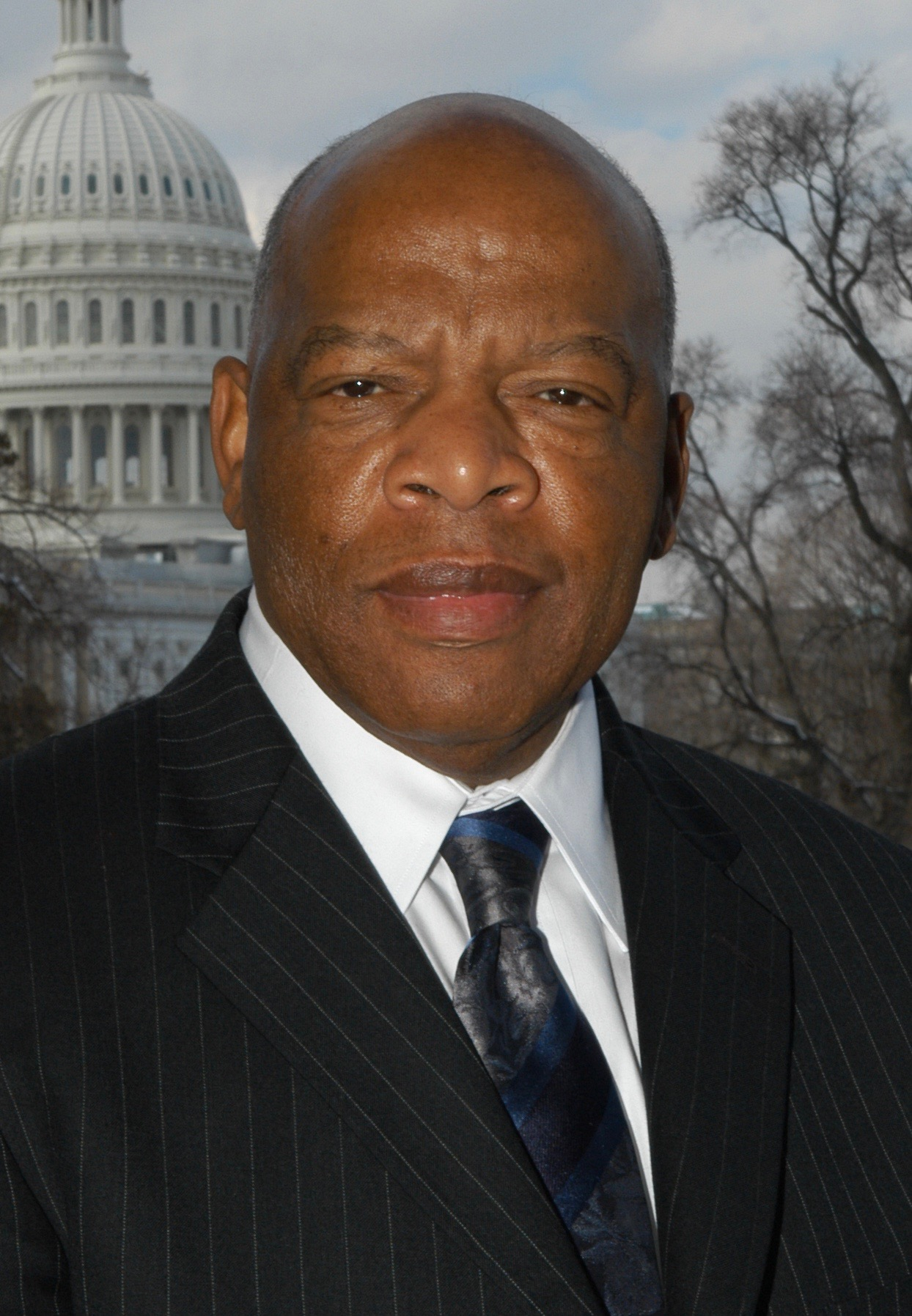

John Robert Lewis (21 tháng 2 năm 1940 - 17 tháng 7 năm 2020) là một nhà lãnh đạo và chính trị gia dân quyền Mỹ. Ông là thành viên của Đảng Dân chủ Hoa Kỳ, và là hạ nghị sỹ Hoa Kỳ đại diện cho khu vực quốc hội thứ năm của Georgia từ năm 1987 cho đến khi ông qua đời. Ông cũng là trưởng khoa của phái đoàn quốc hội Georgia. Quận ông phục vụ bao gồm ba phần tư phía bắc của Atlanta.
Lewis, với tư cách là chủ tịch Ủy ban điều phối bất bạo động sinh viên (SNCC) là một trong những nhà lãnh đạo "Big Six" của các nhóm tổ chức 1963 tháng 3 tại Washington, đã đóng nhiều vai trò quan trọng trong phong trào dân quyền và hành động của nó nhằm chấm dứt sự phân biệt chủng tộc được hợp pháp hóa ở Mỹ. Ông trở thành lãnh đạo của Đảng Dân chủ tại Hạ viện Hoa Kỳ, phục vụ từ năm 1991 với tư cách là Phó Phó roi và từ năm 2003 với tư cách là Phó Chánh văn phòng cao cấp. Ông đã nhận được nhiều bằng cấp và giải thưởng danh dự, bao gồm Huân chương Tự do của Tổng thống.